# Dimarella riparia
Dimarella riparia är en insektsart som först beskrevs av Luisa Eugenia Navas 1918.  Dimarella riparia ingår i släktet Dimarella och familjen myrlejonsländor. Inga underarter finns listade i Catalogue of Life.